# 病例對照研究
病例對照研究是流行病學的其中一種观察性研究试验设计。它是一種較廉宜及慣常使用的流行病學研究，只需少數的研究人員（甚至只是一個）及單一的設備，且不涉及有結構的試驗。它的方法是指向一系列的重要發現及先例，其可信性卻有受質疑的地方，但因它過往的成功，現時廣泛被醫學界所接受。
病例對照研究的最大成功是由理查德·多尔爵士及其他科學家所發現吸煙與肺癌之間的關係。多爾在大量的病例中成功證明了兩者在統計上重要的關聯。但懷疑者（包括煙草業人士）爭辯病例對照研究根本不能證實成因，但在最近的雙盲的預測研究中已確定病例對照研究的結果，而現時已接受吸煙與肺癌的發生有顯著相關性。

## 病例對照研究
縱然研究設計的金律是雙盲的隨機對照試驗，但隨機對照試驗卻不能評估有毒物質。從隨機對照試驗或其他預測研究方法研究個別（非經常發生）的事件，例如因癌症而死亡，是需要從大量的病人及在一段長時間中觀察病情發展。在肺癌的個案中，就已需涉及20-40年的時間來進行研究，這段時間就已經比大部份流行病學家的職業生涯長。再者，因並非大量人口會患上這病症，這類研究所需要的經費亦較為缺乏。病例對照研究就是利用已患病（或相關徵狀）的病人，再與沒有患病的人作出比較，以找出一些病症的特徵。
病例對照研究能提供較廉宜及快捷的風險因素研究。若能提供足夠的證明，資源可以調配至更可靠及完整的研究項目上。

### 研究方法
病例對照研究的方法先是確定「結果」（如肺癌、心臟病，或甚至長壽）及一系列可能的成因。舉例來說，如果研究的是肺癌，成因可以包括吸煙歷史及暴露於石棉等。
接著是選出一組的病例，當中包含有出現正在研究的結果。透過病人的病歷或與病人會面，研究員會紀錄各種變數（亦即風險因素），及其他非風險性的變數，可以用作配對病例。這些非風險性的變數包括一些人口統計的資料，如年齡、性別、種族、收入、居住地理等。 
此後，會從中選出沒有出現結果的病例作為對照。這些對照需要與那些非風險性的變數作出盡可能的配對，以作日後在分析時忽視那些非風險性變數。有時可能會使用多於一個的對照。
病例及對照會在建議的成因上作出比較，利用統計方法來評估成因及結果的關聯的強度。例如，當研究心臟病時，如所有病例都有超重的情況，而對照中沒有，這會評估心臟病及超重之間為一個高度的關聯。刪除有真實結果的變數會引致該結果被誤會成與其他變數有所關聯，而實際該變數是與兩者都有關係。就如在研究肺癌時，若將吸煙刪除，可能會偽造了與體重較輕的關聯，因為吸煙者的體重往往較非吸煙者的體重為輕。
最常用的統計學分析工具是線性迴歸分析或羅吉斯迴歸。複迴歸分析為每一個假定的「成因變數」與結果指定一個評估的獨立關聯強度（即除了計算的成因變數外，如果所有其他的成因變數都是一樣，之間的關聯會怎樣）及一個評估的信賴區間（即估計實際關聯值所在的區間）。計算出的結果可以是正關聯（即當變數提升結果出現的機會），或是負關聯（即變數減低結果出現的機會），或是零（即變數與結果沒有關聯）。通常那些用作選擇對照的變數亦會包含在回歸內，以檢查病例與對照是否正確地得到平衡。

### 與橫斷面研究的比較
進行橫斷面研究只需一些現存的數據，例如美國疾病控制與預防中心所收集的數據，所以橫斷面研究的數據能覆蓋差不多整個美國的人口。但是，病例對照研究（與其他研究方法一樣），只有少量的數據及受地域所限。
病例對照研究能包含個人層面的數據。相反，橫斷面研究只有組別層面的資料，而研究員不能了解個人紀錄。事實上，由於個人層面資料的保密，大部份研究的數據都是以組別的形式來採集。可是這種採集數據的方式會令橫斷面研究只能停留在建立關聯的層面上，而不能發現成因。而另一個問題是這會失去研究其他變數的影響。舉例來說，酗酒一般都會連帶有營養不良及衛生問題，吸煙及濫用藥物，或其他風險因素都可能是疾病的成因。但是病例對照研究則能以個人層面的資料，分析出成因及其他風險因素的關係。
病例對照研究對比只有組別層面資料的橫斷面研究的好處是能確定可能成因及影響之間的關聯，對個別病人的影響。病例對照研究會將個別變數累積，而不會將人口作為一整體計算，再從中尋找當中的關聯。這種個別層面的分析，會形成一種限制，未能總括出適合整體人口的關聯。相反，橫斷面研究則能找出這種關聯，並適切於個人身上。
病例對照研究是從每一個病例與對照的組合找出之間的關聯，再將之累積起來。這會提供更準確的分析，得出最有可能的成因及其他因素。
橫斷面研究的一個好處是它能提供一個理論假說，從假說研究中自然可以得出各種因素的關係；但是病例對照研究只是隨機的試驗，結果亦只能得出一個關聯。

## 問題及困難
病例對照研究其中一個最大的問題是它不能提供所有絕對的風險因素。例如，病例對照研究只能說出某一類行為可能會造成更大的死亡風險。雖然這看來是提高警覺性，但它不能說出不同的程度的該行為，會造成多大的死亡風險。如果要獲得這些資料，必須要從病例對照研究以外的研究獲得有關資料。
病例對照研究的另一個問題是潛在變數。它的本質是很難，或甚至不可能，將選擇者及選擇本身分開。例如一項有關交通安全的研究發現，帶上安全帶的乘客較沒有帶上安全帶的乘客少80%重傷或死亡。但資料卻不能協助比較同時兩名前排的乘客，一名帶有安全帶，而另一名則沒有，因研究指出這種狀況下只有50%重傷或死亡。另外，有很多研究指帶有頭盔與傷及頭部意外的減少之間的關聯，但若該國家已強迫使用頭盔，則研究沒有任何幫助。研究分析能找出病例與對照之間的差異，但大部份都必須是基於自願性質的差異。
較多爭論的是有很多病例對照研究指出綜合激素補充療法（HRT）與婦女冠心病下降的患病率有關聯。進一步的研究開始尋找為何HRT能保護抵抗冠心病。但在進行全面的臨床試驗時，該研究結果完全被否定，HRT發現不單只有少量協助對抗冠心病，相反提高了患病的風險。及後的研究發現大部份選擇HRT的婦女多為上流社會階層，一般而言有著較好的膳食及運動習慣。病例對照研究誤將潛在變數看為成因。現時仍有類似的爭論在維他命與癌症、抗生素及哮喘、大麻及精神病等關聯上。所有關聯都只是倚賴少型的病例對照研究，而不能代表整個人口。
吸煙及肺癌關聯的研究可以作為借鏡。病例對照研究指向吸煙與肺癌之間的關聯，而進一步擴大人口及動物實驗證實了肺癌的發生率與吸煙程度的關係。
現時的研究反駁了大部份的病例對照研究結果，及證實多是過於大規模。所以有學者建議在了解病例對照研究時須留意以下各點：
- 不要忽略矛盾，但須了解矛盾的原因；
- 不要被過程所誤導。縱然有任何具有說服力的過程出現，但原要假設該過程與其他因素的相互反應；
- 拋棄預設的想法。預設的想法會混淆對研究結果的解釋。
- 保持懷疑主義。質疑研究的因素的重要性，及考慮其他在病例及對照的因素。

## 結論
病例對照研究是一項有價值的研究工具，可以提供低成本的研究結果。但須小心留意其結果，必須得到更有力的證據才能結論。

## 外部連結
- BMJ討論有關病例對照研究及橫斷面研究 （页面存档备份，存于）